# 約翰泰勒鑄鐘廠
约翰泰勒铸钟厂（John Taylor & Co）由英國的泰勒家族创建于1784年，是世界上仍在工作的最大的铸钟厂，展示各个钟厂时期的产品和生产过程。它位於英格蘭莱斯特郡查恩伍德拉夫堡。